# Paradromulia complicata
Paradromulia complicata là một loài bướm đêm trong họ Geometridae.